# Upplands runinskrifter 533
Upplands runinskrifter 533 är en runsten som nu är inmurad i Roslags-Bro kyrkas vapenhus i Roslags-Bro socken och Norrtälje kommun i Uppland.

## Stenen
Stenen som sitter inmurad i kyrkans vapenhus är till större delen dold av puts och tegelgolv. Materialet är ljusgrå granit och dess synliga del är 45 cm gånger 30 cm och totala storleken är enligt en tidigare uppmätning 127 cm gånger 96 cm.
Stenen är rest av en kvinna, Sigrud, för att hedra sin son Anund Kåresson som blev dräpt i Virland. Landet ligger vid Finska vikens södra strand och utgör Estlands nordöstra del. Runmästaren antas ha varit Torbjörn skald. Sigrud lät resa ytterligare en sten, U 532, efter sin man Kåre. Denna sten står i dag utanför kyrkan. Tre runstensfragment har även återfunnits på platsen. Den från runor translittererade och översatta inskriften lyder enligt nedan:

## Inskriften
Runsvenska: * sigruþ * lit + raisa * stain * eftir + anunt * sun * sin * han uas ' tribin + a + uirlanti
Normaliserad: Sigruð let ræisa stæin æftiR Anund, sun sinn. Hann vas drepinn a Virlandi.
Nusvenska: Sigrud lät resa stenen efter Anund, sin son. Han blev dräpt i Virland.
Av inskriften är bara ...þ * lit + ra... synligt i dag, resten är dolt under murens putsverk.